# 190P/Mueller
190P/Mueller – kometa krótkookresowa z rodziny komet Jowisza.

## Odkrycie
Kometę tę odkryła Jean Mueller 20 października 1998 roku. W nazwie znajduje się nazwisko odkrywczyni.

## Orbita komety i właściwości fizyczne
Orbita komety 190P/Mueller ma kształt elipsy o mimośrodzie 0,52. Jej peryhelium znajduje się w odległości 2,03 j.a., aphelium zaś 6,44 j.a. od Słońca. Jej okres obiegu wokół Słońca wynosi 8,72 roku, nachylenie do ekliptyki to wartość 2,19˚.
Średnica jądra tej komety to maks. kilka km.